# 27e cérémonie des Los Angeles Film Critics Association Awards
La 28e cérémonie des Los Angeles Film Critics Association Awards (LAFCA Awards), décernés par la Los Angeles Film Critics Association, a eu lieu le 15 décembre 2001, et a récompensé les films réalisés dans l'année précendente.

## Palmarès
Note : la LAFCA décerne deux prix dans chaque catégorie ; le premier prix est indiqué en gras.

### Meilleur film
- In the Bedroom
  - Finaliste : Mulholland Drive

### Meilleur réalisateur
- David Lynch pour Mulholland Drive
  - Finaliste : Robert Altman pour Gosford Park

### Meilleur acteur
- Denzel Washington pour le rôle d'Alonzo Harris dans Training Day
  - Finaliste : Tom Wilkinson pour le rôle de Matt Fowler dans In the Bedroom

### Meilleure actrice
- Sissy Spacek pour le rôle de Ruth Fowler dans In the Bedroom
  - Finaliste : Naomi Watts pour le rôle de Betty Elms / Diane Selwyn dans Mulholland Drive

### Meilleur acteur dans un second rôle
- Jim Broadbent pour le rôle de Harold Zidler dans Moulin Rouge et celui de John Bayley dans Iris
  - Finaliste : Christopher Walken pour le rôle de Frank Abagnale dans Arrête-moi si tu peux (Catch Me If You Can)

### Meilleure actrice dans un second rôle
- Kate Winslet pour le rôle d'Iris Murdoch dans Iris
  - Finaliste : Helen Mirren pour le rôle de Mme Wilson dans Gosford Park et celui d'Amy dans Last Orders

### Meilleur scénario
- Memento – Christopher Nolan
  - Finaliste : Ghost World – Terry Zwigoff et Daniel Clowes

### Meilleurs décors
- Moulin Rouge – Catherine Martin
  - Finaliste : Le Seigneur des anneaux : La Communauté de l'anneau (The Lord of The Rings: The Fellowship of the Ring) – Grant Major

### Meilleure photographie
- The barber: l'homme qui n'était pas là (The Man Who Wasn't There) – Roger Deakins
  - Finaliste : In the Mood for Love – Christopher Doyle et Ping Bin Lee

### Meilleure musique de film
- Le Seigneur des anneaux : La Communauté de l'anneau (The Lord of The Rings: The Fellowship of the Ring) – Howard Shore
  - Finaliste : Hedwig and the Angry Inch (The Lord of The Rings: The Fellowship of the Ring) – John Cameron Mitchell

### Meilleur film en langue étrangère
- No Man's Land  Bosnie-Herzégovine
  - Finaliste : In the Mood for Love (花樣年華, Fa yeung nin wa)  Hong Kong

### Meilleur film d'animation
- Shrek
  - Finaliste : Monstres et Cie (Monstres, Inc.)

### Meilleur film documentaire
- Les Glaneurs et la Glaneuse
  - Finaliste : Startup.com

### New Generation Award
- John Cameron Mitchell – Hedwig and the Angry Inch

### Career Achievement Award
- Ennio Morricone

### Douglas Edwards Experimental/Independent Film/Video Award
- Trent Harris – The Beaver Trilogy

### Prix spécial
- A Joe Grant pour ses contributions à l'art de l'animation des années 1930 à l'infini et au-delà